# فهرست بلندترین کوه‌های ایران
| دریای خزر خلیج فارس میان‌رودان آمودریا هری‌رود سند هندوکش کوه بابا دریاچه ارومیه البرز کپه‌داغ زاگرس بلوچستان زاینده‌رود زردکوه بارز کوه هزار دشت کویر دشت لوت هیرمند دریاچه هامون کوه خواجه گود زره سیستان کوه تفتان کوه های سلیمان دریاچه جازموریان بزمان |

این صفحه در بر گیرنده فهرست بلندترین قله‌ها و کوه‌های ایران است.
به‌طور کلی کوه به برجستگی منفردی از یک سرزمین گفته می‌شود که در منطقه‌ای توسط دشت‌ها احاطه شده و بیش از ۶۰۰ متر ارتفاع داشته باشد. قله (چکاد) نیز مرتفع‌ترین قسمت در کوه، تپه یا یک ناهمواری است. در واقع اصل «برجستگی»(منفرد بودن) در تعریف کوه بسیار مهم است نه ارتفاع. اورست با ارتفاع ۸۸۴۸ متر بلندترین کوه کره زمین به حساب می‌آید و کی ۲ با ارتفاع ۸۶۱۱ متر دومین کوه بلند کره زمین است، در صورتی که دومین قله بلند کره زمین بعد از اورست یکی از قله‌های فرعی خود کوه اورست است که کوهی مستقل به حساب نمی‌آید اما ارتفاع آن از کی ۲ بیشتر است.
در این صفحه کوه‌ها و قله‌های دارای ارتفاع ۴۰۰۰ متر (۱۳٬۱۲۳ فوت) و بیشتر در ایران فهرست شده‌اند. باید به این نکته توجه داشت که قله‌های بالای ۴۰۰۰ متر در ایران بیش از ۶۰۰ قله برآورد می‌شوند اما الزاماً همه آن‌ها کوه به حساب نمی‌آیند. به همین دلیل و نیز به علت نبود تعریفی دقیق و رسمی برای قله کوه، تعداد قله‌های چهار هزار متری ایران تقریبی است. همچنین ارتفاع نسبی عامل مهمی در تعیین قله یک کوه است. این فهرست نه‌تنها بر پایه ارتفاع نسبی است بلکه شاخص‌های دیگری مانند مورفولوژی (ظاهر کلی) و جاذبه کوهنوردی نیز در آن لحاظ شده‌اند. تعیین معیار حداقل ارتفاع نسبی ۵۰ متری باعث کاهش تعداد کوه‌های چهار هزار متری خواهد شد. 
| رتبه ارتفاعی | نام کوه                      | ارتفاع مطلق (متر) | رشته‌کوه اصلی | رشته‌کوه فرعی | مختصات                                                                  | ارتفاع نسبی (متر) |
| ------------ | ---------------------------- | ----------------- | ------------ | ------------ | ----------------------------------------------------------------------- | ----------------- |
| ۱            | دماوند                       | ۵٬۶۷۰             | البرز        | البرز مرکزی  | ۳۵°۵۷′۲۰″ شمالی ۵۲°۰۶′۳۶″ شرقی / ۳۵٫۹۵۵۵۶°شمالی ۵۲٫۱۱۰۰۰°شرقی           | ۴۶۶۱              |
| ۲            | علم‌کوه                       | ۴۸۵۰              | البرز        | تخت سلیمان   | ۳۶°۲۲′۳۲″ شمالی ۵۰°۵۷′۴۲″ شرقی / ۳۶٫۳۷۵۵۶°شمالی ۵۰٫۹۶۱۶۷°شرقی           | ۱۸۷۲              |
| ۳            | سبلان                        | ۴۸۱۱              | کوه‌های مرکزی | سبلان        | ۳۸°۱۶′۱″ شمالی ۴۷°۵۰′۱۳″ شرقی / ۳۸٫۲۶۶۹۴°شمالی ۴۷٫۸۳۶۹۴°شرقی            | ۳۲۸۳              |
| ۴            | شاخک (۵ قله)                 | ۴٬۷۹۵             | البرز        | تخت سلیمان   | ۳۶°۲۲′۲۹٫۳۶″ شمالی ۵۰°۵۸′۶٫۰۹″ شرقی / ۳۶٫۳۷۴۸۲۲۲°شمالی ۵۰٫۹۶۸۳۵۸۳°شرقی  |                   |
| ۵            | خرسان شمالی                  | ۴٬۶۸۳             | البرز        | تخت سلیمان   | ۳۶°۲۲′۶٫۲۲″ شمالی ۵۰°۵۷′۱۴٫۱۸″ شرقی / ۳۶٫۳۶۸۳۹۴۴°شمالی ۵۰٫۹۵۳۹۳۸۹°شرقی  |                   |
| ۶            | خرسان جنوبی                  | ۴٬۶۵۹             | البرز        | تخت سلیمان   | ۳۶°۲۱′۵۳٫۲۹″ شمالی ۵۰°۵۷′۷٫۱۴″ شرقی / ۳۶٫۳۶۴۸۰۲۸°شمالی ۵۰٫۹۵۱۹۸۳۳°شرقی  |                   |
| ۷            | تخت سلیمان                   | ۴٬۶۶۵             | البرز        | تخت سلیمان   | ۳۶°۲۳′۲۶٫۴۵″ شمالی ۵۰°۵۷′۳۳٫۶۷″ شرقی / ۳۶٫۳۹۰۶۸۰۶°شمالی ۵۰٫۹۵۹۳۵۲۸°شرقی |                   |
| ۸            | سیاه‌سنگ                      | ۴٬۶۰۴             | البرز        | تخت سلیمان   | ۳۶°۲۲′۲۲٫۷۷″ شمالی ۵۰°۵۸′۳۹٫۱۸″ شرقی / ۳۶٫۳۷۲۹۹۱۷°شمالی ۵۰٫۹۷۷۵۵۰۰°شرقی |                   |
| ۹            | هرم                          | ۴٬۵۸۷             | کوه‌های مرکزی | سبلان        | ۳۸°۱۵′۱۶٫۷″ شمالی ۴۷°۴۸′۴۹٫۹″ شرقی / ۳۸٫۲۵۴۶۳۹°شمالی ۴۷٫۸۱۳۸۶۱°شرقی     |                   |
| ۱۰           | مرجی کش                      | ۴٬۵۸۲             | البرز        | تخت سلیمان   | ۳۶°۲۲′۲٫۸۶″ شمالی ۵۰°۵۷′۵۸٫۵۵″ شرقی / ۳۶٫۳۶۷۴۶۱۱°شمالی ۵۰٫۹۶۶۲۶۳۹°شرقی  |                   |
| ۱۱           | کسری                         | ۴٬۵۷۷             | کوه‌های مرکزی | سبلان        | ۳۸°۱۵′۱۰٫۸″ شمالی ۴۷°۴۸′۱۹٫۵″ شرقی / ۳۸٫۲۵۳۰۰۰°شمالی ۴۷٫۸۰۵۴۱۷°شرقی     |                   |
| ۱۲           | هفت خوان                     | ۴٬۵۳۹             | البرز        | تخت سلیمان   | ۳۶°۲۲′۱۶٫۸۰″ شمالی ۵۰°۵۶′۱۷٫۶۶″ شرقی / ۳۶٫۳۷۱۳۳۳۳°شمالی ۵۰٫۹۳۸۲۳۸۹°شرقی |                   |
| ۱۳           | چالون                        | ۴٬۵۱۱             | البرز        | تخت سلیمان   | ۳۶°۲۲′۵۶٫۹۷″ شمالی ۵۰°۵۹′۲۵٫۸۴″ شرقی / ۳۶٫۳۸۲۴۹۱۷°شمالی ۵۰٫۹۹۰۵۱۱۱°شرقی |                   |
| ۱۴           | هزار                         | ۴٬۵۰۰             | کوه‌های مرکزی | کوه هزار     | ۲۹°۳۰′۴۲٫۱″ شمالی ۵۷°۱۶′۱۷٫۹″ شرقی / ۲۹٫۵۱۱۶۹۴°شمالی ۵۷٫۲۷۱۶۳۹°شرقی     | ۲۷۴۱              |
| 14           | سیاه‌گوگ                      | ۴٬۵۰۰             | البرز        | تخت سلیمان   | ۳۶°۲۳′۵۲٫۹۴″ شمالی ۵۰°۵۷′۴۴٫۱۵″ شرقی / ۳۶٫۳۹۸۰۳۸۹°شمالی ۵۰٫۹۶۲۲۶۳۹°شرقی |                   |
| 15           | سیاه‌کمان                     | ۴٬۴۸۶             | البرز        | تخت سلیمان   | ۳۶°۲۳′۳۰٫۴″ شمالی ۵۰°۵۹′۲۷٫۱″ شرقی / ۳۶٫۳۹۱۷۷۸°شمالی ۵۰٫۹۹۰۸۶۱°شرقی     |                   |
| 16           | شانه‌کوه                      | ۴٬۴۶۹             | البرز        | تخت سلیمان   | ۳۶°۲۲′۵۶٫۴۷″ شمالی ۵۰°۵۷′۴۳٫۷۱″ شرقی / ۳۶٫۳۸۲۳۵۲۸°شمالی ۵۰٫۹۶۲۱۴۱۷°شرقی |                   |
| 17           | رستم نیشت                    | ۴٬۴۲۶             | البرز        | تخت سلیمان   | ۳۶°۲۴′۲۹٫۳۷″ شمالی ۵۰°۵۷′۳۳٫۸۰″ شرقی / ۳۶٫۴۰۸۱۵۸۳°شمالی ۵۰٫۹۵۹۳۸۸۹°شرقی |                   |
| 18           | قاش مستان (بیژن۳)            | ۴٬۴۱۲             | زاگرس        | دنا          | ۳۰°۵۷′۶٫۰۰″ شمالی ۵۱°۲۶′۱۰٫۰۰″ شرقی / ۳۰٫۹۵۱۶۶۶۷°شمالی ۵۱٫۴۳۶۱۱۱۱°شرقی  | ۲۶۰۴              |
| 18           | کالو                         | ۴٬۴۱۲             | البرز        | تخت سلیمان   | ۳۶°۲۶′۴۴٫۸۷″ شمالی ۵۰°۵۶′۵۵٫۹۵″ شرقی / ۳۶٫۴۴۵۷۹۷۲°شمالی ۵۰٫۹۴۸۸۷۵۰°شرقی |                   |
| 19           | کوه شاه (کرمان(بافت و رابر)) | ۴٬۴۰۲             | کوه‌های مرکزی | کوه شاه      | ۲۹°۲۴′۰۹″ شمالی ۵۶°۴۸′۵۱″ شرقی / ۲۹٫۴۰۲۵۰°شمالی ۵۶٫۸۱۴۱۷°شرقی           |                   |
| 20           | آزادکوه                      | ۴٬۳۹۹             | البرز        | خلنو         | ۳۶°۱۰′۹٫۰۰″ شمالی ۵۱°۳۰′۸٫۰۰″ شرقی / ۳۶٫۱۶۹۱۶۶۷°شمالی ۵۱٫۵۰۲۲۲۲۲°شرقی   | ۷۳۰               |
| 21           | کله برفی                     | ۴٬۳۹۲             | کوه‌های مرکزی | کوه شاه      | ۲۹°۲۴′۰۹″ شمالی ۵۶°۴۸′۵۱″ شرقی / ۲۹٫۴۰۲۵۰°شمالی ۵۶٫۸۱۴۱۷°شرقی           |                   |
| 22           | مور گل                       | ۴٬۳۸۰             | زاگرس        | دنا          | ۳۰°۵۷′۴۴٫۰۰″ شمالی ۵۱°۲۵′۲۶٫۰۰″ شرقی / ۳۰٫۹۶۲۲۲۲۲°شمالی ۵۱٫۴۲۳۸۸۸۹°شرقی |                   |
| 23           | خلنو بزرگ                    | ۴٬۳۷۵             | البرز        | خلنو         | ۳۶°۳′۵۲٫۹۶″ شمالی ۵۱°۳۳′۶٫۹۴″ شرقی / ۳۶٫۰۶۴۷۱۱۱°شمالی ۵۱٫۵۵۱۹۲۷۸°شرقی   | ۹۶۷               |
| 24           | ماش (بیژن ۱)                 | ۴٬۳۷۰             | زاگرس        | دنا          | ۳۰°۵۵′۵۷٫۰۰″ شمالی ۵۱°۲۸′۱۱٫۰۰″ شرقی / ۳۰٫۹۳۲۵۰۰۰°شمالی ۵۱٫۴۶۹۷۲۲۲°شرقی |                   |
| 25           | منار                         | ۴٬۳۶۱             | البرز        | تخت سلیمان   | ۳۶°۲۱′۶٫۱۳″ شمالی ۵۰°۵۷′۳۹٫۰۶″ شرقی / ۳۶٫۳۵۱۷۰۲۸°شمالی ۵۰٫۹۶۰۸۵۰۰°شرقی  |                   |
| 26           | ننوک                         | ۴٬۳۵۱             | کوه‌های مرکزی | کوه شاه      | ۲۹°۲۴′۰۹″ شمالی ۵۶°۴۸′۵۱″ شرقی / ۲۹٫۴۰۲۵۰°شمالی ۵۶٫۸۱۴۱۷°شرقی           |                   |
| 27           | یاپراق                       | ۴٬۳۵۰             | کوه‌های مرکزی | سبلان        | ۳۸°۱۶′۴۰٫۱″ شمالی ۴۷°۵۰′۰۱٫۸″ شرقی / ۳۸٫۲۷۷۸۰۶°شمالی ۴۷٫۸۳۳۸۳۳°شرقی     |                   |
| 28           | کله ماری                     | ۴٬۳۴۹             | کوه‌های مرکزی | کوه شاه      | ۲۹°۲۳′۲۸″ شمالی ۵۶°۴۴′۵۰″ شرقی / ۲۹٫۳۹۱۱۱°شمالی ۵۶٫۷۴۷۲۲°شرقی           |                   |
| 29           | خلنو کوچک                    | ۴٬۳۴۸             | البرز        | خلنو         | ۳۶°۳′۳۸٫۱۰″ شمالی ۵۱°۳۳′۹٫۲۶″ شرقی / ۳۶٫۰۶۰۵۸۳۳°شمالی ۵۱٫۵۵۲۵۷۲۲°شرقی   |                   |
| 30           | سه قپه آسمانی (بیژن ۲)       | ۴٬۳۴۰             | زاگرس        | دنا          | ۳۰°۵۶′۱۴٫۰۰″ شمالی ۵۱°۲۷′۶٫۰۰″ شرقی / ۳۰٫۹۳۷۲۲۲۲°شمالی ۵۱٫۴۵۱۶۶۶۷°شرقی  |                   |
| 31           | دو خواهران غربی              | ۴٬۳۳۸             | البرز        | دو خواهران   | ۳۶°۲′۱٫۲۹″ شمالی ۵۱°۵۵′۱۴٫۸۳″ شرقی / ۳۶٫۰۳۳۶۹۱۷°شمالی ۵۱٫۹۲۰۷۸۶۱°شرقی   | ۷۰۰               |
| 32           | میان‌سه‌چال                    | ۴٬۳۳۵             | البرز        | تخت سلیمان   | ۳۶°۲۳′۱۱٫۵۳″ شمالی ۵۰°۵۸′۲۹٫۰۹″ شرقی / ۳۶٫۳۸۶۵۳۶۱°شمالی ۵۰٫۹۷۴۷۴۷۲°شرقی |                   |
| 32           | تنگه گلو                     | ۴٬۳۳۵             | البرز        | تخت سلیمان   | ۳۶°۲۱′۵۷٫۶۴″ شمالی ۵۰°۵۹′۳٫۵۶″ شرقی / ۳۶٫۳۶۶۰۱۱۱°شمالی ۵۰٫۹۸۴۳۲۲۲°شرقی  |                   |
| 33           | هزار چم                      | ۴٬۳۱۰             | البرز        | تخت سلیمان   | ۳۶°۲۰′۲۰٫۸۳″ شمالی ۵۰°۵۷′۴۵٫۷۰″ شرقی / ۳۶٫۳۳۹۱۱۹۴°شمالی ۵۰٫۹۶۲۶۹۴۴°شرقی |                   |
| 33           | هرا شرقی                     | ۴٬۳۱۰             | زاگرس        | دنا          | ۳۰°۵۵′۲۰٫۵۱″ شمالی ۵۱°۲۹′۰٫۶۵″ شرقی / ۳۰٫۹۲۲۳۶۳۹°شمالی ۵۱٫۴۸۳۵۱۳۹°شرقی  |                   |
| 33           | دو خواهران شرقی              | ۴٬۳۱۰             | البرز        | دو خواهران   | ۳۶°۱′۵۵٫۰۴″ شمالی ۵۱°۵۵′۲۲٫۲۵″ شرقی / ۳۶٫۰۳۱۹۵۵۶°شمالی ۵۱٫۹۲۲۸۴۷۲°شرقی  |                   |
| 33           | کل قدویس                     | ۴۳۱۰              | زاگرس        | دنا          | ۳۱°۳′۵۲٫۳۸″ شمالی ۵۱°۲۰′۵٫۳۳″ شرقی / ۳۱٫۰۶۴۵۵۰۰°شمالی ۵۱٫۳۳۴۸۱۳۹°شرقی   |                   |
| 34           | بن رو                        | ۴٬۳۰۰             | زاگرس        | دنا          | ۳۰°۵۶′۴۳٫۶۰″ شمالی ۵۱°۲۶′۱۱٫۰۲″ شرقی / ۳۰٫۹۴۵۴۴۴۴°شمالی ۵۱٫۴۳۶۳۹۴۴°شرقی |                   |
| 34           | حوض دال مرکزی                | ۴٬۳۰۰             | زاگرس        | دنا          | ۳۰°۵۴′۲۸٫۱۰″ شمالی ۵۱°۲۸′۴۸٫۵۰″ شرقی / ۳۰٫۹۰۷۸۰۵۶°شمالی ۵۱٫۴۸۰۱۳۸۹°شرقی |                   |
| 34           | لوی نا                       | ۴٬۳۰۰             | البرز        | تخت سلیمان   | ۳۶°۲۷′۱٫۷۷″ شمالی ۵۰°۵۵′۵۳٫۲″ شرقی / ۳۶٫۴۵۰۴۹۱۷°شمالی ۵۰٫۹۳۱۴۴۴°شرقی    |                   |
| 35           | ستاره                        | ۴٬۲۹۶             | البرز        | تخت سلیمان   | ۳۶°۲۱′۲۴٫۹۲″ شمالی ۵۰°۵۷′۲۴٫۸۴″ شرقی / ۳۶٫۳۵۶۹۲۲۲°شمالی ۵۰٫۹۵۶۹۰۰۰°شرقی |                   |
| 36           | برج                          | ۴٬۲۹۳             | البرز        | خلنو         | ۳۶°۳′۱۳٫۰۰″ شمالی ۵۱°۳۳′۲٫۱۵″ شرقی / ۳۶٫۰۵۳۶۱۱۱°شمالی ۵۱٫۵۵۰۵۹۷۲°شرقی   |                   |
| 37           | هرا غربی                     | ۴٬۲۸۰             | زاگرس        | دنا          | ۳۰°۵۵′۱۶٫۸۰″ شمالی ۵۱°۲۸′۴۰٫۲۶″ شرقی / ۳۰٫۹۲۱۳۳۳۳°شمالی ۵۱٫۴۷۷۸۵۰۰°شرقی |                   |
| 37           | کل بلبل                      | ۴٬۲۸۰             | زاگرس        | دنا          | ۳۱°۳′۹٫۵۰″ شمالی ۵۱°۲۰′۴۹٫۵۱″ شرقی / ۳۱٫۰۵۲۶۳۸۹°شمالی ۵۱٫۳۴۷۰۸۶۱°شرقی   |                   |
| 38           | شکر لقاس (ناظر بزرگ)         | ۴٬۲۷۸             | البرز        | دو خواهران   | ۳۶°۵′۱۱٫۰۰″ شمالی ۵۱°۵۷′۸٫۰۰″ شرقی / ۳۶٫۰۸۶۳۸۸۹°شمالی ۵۱٫۹۵۲۲۲۲۲°شرقی   |                   |
| 39           | هرزه‌کوه                      | ۴٬۲۶۸             | البرز        | خلنو         | ۳۶°۳′۳٫۰۰″ شمالی ۵۱°۳۲′۳۶٫۰۰″ شرقی / ۳۶٫۰۵۰۸۳۳۳°شمالی ۵۱٫۵۴۳۳۳۳۳°شرقی   |                   |
| 40           | کله گردنک                    | ۴٬۲۶۰             | البرز        | تخت سلیمان   | ۳۶°۲۳′۳۳٫۰۴″ شمالی ۵۱°۰′۲۶٫۹۹″ شرقی / ۳۶٫۳۹۲۵۱۱۱°شمالی ۵۱٫۰۰۷۴۹۷۲°شرقی  |                   |
| 41           | پالون گردن                   | ۴٬۲۵۶             | البرز        | خلنو         | ۳۶°۵′۸٫۱۳″ شمالی ۵۱°۳۵′۱۴٫۰۹″ شرقی / ۳۶٫۰۸۵۵۹۱۷°شمالی ۵۱٫۵۸۷۲۴۷۲°شرقی   |                   |
| 42           | لشگرک بزرگ                   | ۴٬۲۵۵             | البرز        | تخت سلیمان   | ۳۶°۲۰′۷٫۶۴″ شمالی ۵۰°۵۸′۴۵٫۸۰″ شرقی / ۳۶٫۳۳۵۴۵۵۶°شمالی ۵۰٫۹۷۹۳۸۸۹°شرقی  |                   |
| 43           | خرس چال                      | ۴٬۲۵۳             | البرز        | خلنو         | ۳۶°۳′۱۶٫۰۰″ شمالی ۵۱°۳۲′۱۹٫۰۰″ شرقی / ۳۶٫۰۵۴۴۴۴۴°شمالی ۵۱٫۵۳۸۶۱۱۱°شرقی  |                   |
| 43           | میش چال                      | ۴٬۲۵۳             | البرز        | خلنو         | ۳۶°۴′۷٫۷۰″ شمالی ۵۱°۳۳′۴۴٫۴۶″ شرقی / ۳۶٫۰۶۸۸۰۵۶°شمالی ۵۱٫۵۶۲۳۵۰۰°شرقی   |                   |
| 44           | پازن پیر                     | ۴٬۲۵۰             | زاگرس        | دنا          | ۳۰°۴۷′۱۹٫۲۰″ شمالی ۵۱°۳۸′۵۷٫۷۱″ شرقی / ۳۰٫۷۸۸۶۶۶۷°شمالی ۵۱٫۶۴۹۳۶۳۹°شرقی |                   |
| 44           | قزل قله                      | ۴٬۲۵۰             | زاگرس        | دنا          | ۳۰°۵۶′۲۷٫۰۴″ شمالی ۵۱°۲۶′۵۱٫۱۹″ شرقی / ۳۰٫۹۴۰۸۴۴۴°شمالی ۵۱٫۴۴۷۵۵۲۸°شرقی |                   |
| 44           | آبیدر                        | ۴٬۲۵۰             | البرز        | تخت سلیمان   | ۳۶°۲۲′۳۵٫۶″ شمالی ۵۱°۰۳′۵۳٫۹″ شرقی / ۳۶٫۳۷۶۵۵۶°شمالی ۵۱٫۰۶۴۹۷۲°شرقی     | ۵۰۰               |
| 45           | تخت رستم                     | ۴٬۲۴۶             | البرز        | تخت سلیمان   | ۳۶°۲۵′۱۱٫۷۷″ شمالی ۵۰°۵۷′۲۱٫۲۹″ شرقی / ۳۶٫۴۱۹۹۳۶۱°شمالی ۵۰٫۹۵۵۹۱۳۹°شرقی |                   |
| 46           | کمان کوه                     | ۴٬۲۳۴             | البرز        | خلنو         | ۳۶°۷′۴۶٫۲۸″ شمالی ۵۱°۲۸′۱۳٫۸۴″ شرقی / ۳۶٫۱۲۹۵۲۲۲°شمالی ۵۱٫۴۷۰۵۱۱۱°شرقی  |                   |
| 47           | پلوار                        | ۴٬۲۳۳             | کوه‌های مرکزی | پلوار        | ۳۰°۰۴′۱۲٫۱″ شمالی ۵۷°۲۷′۵۶٫۸″ شرقی / ۳۰٫۰۷۰۰۲۸°شمالی ۵۷٫۴۶۵۷۷۸°شرقی     | ۱۹۷۰              |
| 48           | زرد گل                       | ۴٬۲۳۱             | البرز        | تخت سلیمان   | ۳۶°۲۱′۳۶٫۲۴″ شمالی ۵۰°۵۸′۳۱٫۸۹″ شرقی / ۳۶٫۳۶۰۰۶۶۷°شمالی ۵۰٫۹۷۵۵۲۵۰°شرقی |                   |
| 48           | کلون چین                     | ۴٬۲۲۱             | زاگرس        | زردکوه       | ۳۲°۲۱′۵۲٫۵۳″ شمالی ۵۰°۴′۳۸٫۷۷″ شرقی / ۳۲٫۳۶۴۵۹۱۷°شمالی ۵۰٫۰۷۷۴۳۶۱°شرقی  | ۲۰۹۵              |
| 49           | فراخه نو                     | ۴٬۲۱۰             | البرز        | خلنو         | ۳۶°۳′۳۱٫۹۸″ شمالی ۵۱°۳۱′۳۰٫۹۸″ شرقی / ۳۶٫۰۵۸۸۸۳۳°شمالی ۵۱٫۵۲۵۲۷۲۲°شرقی  |                   |
| 49           | سرکچال                       | ۴٬۲۱۰             | البرز        | خلنو         | ۳۶°۱′۴۲٫۰۵″ شمالی ۵۱°۳۲′۲۱٫۸۳″ شرقی / ۳۶٫۰۲۸۳۴۷۲°شمالی ۵۱٫۵۳۹۳۹۷۲°شرقی  |                   |
| 49           | کپیری                        | ۴٬۲۱۰             | زاگرس        | دنا          | ۳۰°۵۵′۴۱٫۳۲″ شمالی ۵۱°۲۷′۳۶٫۷۶″ شرقی / ۳۰٫۹۲۸۱۴۴۴°شمالی ۵۱٫۴۶۰۲۱۱۱°شرقی |                   |
| 50           | سی یونه زا                   | ۴٬۲۰۸             | البرز        | خلنو         | ۳۶°۰۴′۰۹٫۶″ شمالی ۵۱°۳۲′۵۲٫۱″ شرقی / ۳۶٫۰۶۹۳۳۳°شمالی ۵۱٫۵۴۷۸۰۶°شرقی     |                   |
| 51           | نرگس                         | ۴٬۲۰۶             | البرز        | خلنو         | ۳۶°۵′۵۷٫۰۷″ شمالی ۵۱°۳۵′۶٫۹۴″ شرقی / ۳۶٫۰۹۹۱۸۶۱°شمالی ۵۱٫۵۸۵۲۶۱۱°شرقی   |                   |
| 52           | سر خرسنگ                     | ۴٬۲۰۳             | البرز        | خلنو         | ۳۶°۴′۴۴٫۲۸″ شمالی ۵۱°۳۳′۴۹٫۷۱″ شرقی / ۳۶٫۰۷۸۹۶۶۷°شمالی ۵۱٫۵۶۳۸۰۸۳°شرقی  |                   |
| 53           | اسبی چال                     | ۴٬۲۰۰             | البرز        | خلنو         | ۳۶°۰۴′۲۱٫۲″ شمالی ۵۱°۳۲′۴۲٫۲″ شرقی / ۳۶٫۰۷۲۵۵۶°شمالی ۵۱٫۵۴۵۰۵۶°شرقی     |                   |
| 53           | کل شیدا                      | ۴٬۲۰۰             | زاگرس        | دنا          | ۳۱°۳′۱۷٫۹۷″ شمالی ۵۱°۲۰′۲۲٫۱۷″ شرقی / ۳۱٫۰۵۴۹۹۱۷°شمالی ۵۱٫۳۳۹۴۹۱۷°شرقی  |                   |
| 53           | تل گردل                      | ۴٬۲۰۰             | زاگرس        | دنا          | ۳۰°۵۸′۵۱٫۵۸″ شمالی ۵۱°۲۳′۲۵٫۸۶″ شرقی / ۳۰٫۹۸۰۹۹۴۴°شمالی ۵۱٫۳۹۰۵۱۶۷°شرقی |                   |
| 53           | اهرام لوکوره                 | ۴٬۲۰۰             | زاگرس        | دنا          | ۳۰°۵۹′۲۷٫۰۷″ شمالی ۵۱°۲۳′۳۶٫۹۹″ شرقی / ۳۰٫۹۹۰۸۵۲۸°شمالی ۵۱٫۳۹۳۶۰۸۳°شرقی |                   |
| 54           | نفار نقار                    | ۴٬۱۹۹             | البرز        | تخت سلیمان   | ۳۶°۲۵′۵۷٫۱۴″ شمالی ۵۰°۵۷′۸٫۷۷″ شرقی / ۳۶٫۴۳۲۵۳۸۹°شمالی ۵۰٫۹۵۲۴۳۶۱°شرقی  |                   |
| 55           | زرین‌کوه                      | ۴٬۱۹۸             | البرز        | تخت سلیمان   | ۳۶°۱۶′۴۳٫۴۶″ شمالی ۵۱°۳′۳۶٫۷۱″ شرقی / ۳۶٫۲۷۸۷۳۸۹°شمالی ۵۱٫۰۶۰۱۹۷۲°شرقی  |                   |
| 56           | یخچال                        | ۴٬۱۹۴             | البرز        | خلنو         | ۳۶°۷′۳۱٫۴۳″ شمالی ۵۱°۲۹′۷٫۷۶″ شرقی / ۳۶٫۱۲۵۳۹۷۲°شمالی ۵۱٫۴۸۵۴۸۸۹°شرقی   |                   |
| 57           | کل خرمن                      | ۴٬۱۹۰             | زاگرس        | دنا          | ۳۰°۵۰′۲۱٫۴۶″ شمالی ۵۱°۳۵′۶٫۴۵″ شرقی / ۳۰٫۸۳۹۲۹۴۴°شمالی ۵۱٫۵۸۵۱۲۵۰°شرقی  |                   |
| 58           | سرکوله                       | ۴٬۱۸۸             | البرز        | دو خواهران   | ۳۶°۰۵′۳۲٫۷″ شمالی ۵۱°۵۶′۵۸٫۲″ شرقی / ۳۶٫۰۹۲۴۱۷°شمالی ۵۱٫۹۴۹۵۰۰°شرقی     |                   |
| 59           | سیالان                       | ۴٬۱۸۵             | البرز        | البرز غربی   | ۳۶°۳۰′۴۱٫۸۹″ شمالی ۵۰°۴۱′۵۴٫۶۳″ شرقی / ۳۶٫۵۱۱۶۳۶۱°شمالی ۵۰٫۶۹۸۵۰۸۳°شرقی |                   |
| 59           | دیو چال                      | ۴٬۱۸۵             | البرز        | تخت سلیمان   | ۳۶°۲۱′۴۲٫۳″ شمالی ۵۱°۰۲′۵۳٫۹″ شرقی / ۳۶٫۳۶۱۷۵۰°شمالی ۵۱٫۰۴۸۳۰۶°شرقی     |                   |
| 60           | سیچانی                       | ۴٬۱۸۰             | زاگرس        | دنا          | ۳۰°۵۳′۴۶٫۰۰″ شمالی ۵۱°۲۹′۴۲٫۰۰″ شرقی / ۳۰٫۸۹۶۱۱۱۱°شمالی ۵۱٫۴۹۵۰۰۰۰°شرقی |                   |
| 61           | تخت خرس                      | ۴٬۱۷۸             | البرز        | دو خواهران   | ۳۶°۲′۳۹٫۳۹″ شمالی ۵۱°۵۴′۴۵٫۳۰″ شرقی / ۳۶٫۰۴۴۲۷۵۰°شمالی ۵۱٫۹۱۲۵۸۳۳°شرقی  |                   |
| 62           | لشگرک کوچک                   | ۴٬۱۷۶             | البرز        | تخت سلیمان   | ۳۶°۱۹′۴۱٫۲۵″ شمالی ۵۰°۵۸′۵۳٫۳۷″ شرقی / ۳۶٫۳۲۸۱۲۵۰°شمالی ۵۰٫۹۸۱۴۹۱۷°شرقی |                   |
| 63           | سر ماهو                      | ۴٬۱۶۵             | البرز        | خلنو         | ۳۶°۷′۳۰٫۸۰″ شمالی ۵۱°۲۸′۳۵٫۳۲″ شرقی / ۳۶٫۱۲۵۲۲۲۲°شمالی ۵۱٫۴۷۶۴۷۷۸°شرقی  |                   |
| 64           | کلون‌بستک                     | ۴٬۱۵۶             | البرز        | خلنو         | ۳۶°۳′۱۲٫۶۳″ شمالی ۵۱°۲۷′۵۵٫۳۱″ شرقی / ۳۶٫۰۵۳۵۰۸۳°شمالی ۵۱٫۴۶۵۳۶۳۹°شرقی  |                   |
| 65           | قبله                         | ۴٬۱۵۰             | زاگرس        | دنا          | ۳۰°۵۷′۳۹٫۳۸″ شمالی ۵۱°۲۶′۲۶٫۸۶″ شرقی / ۳۰٫۹۶۰۹۳۸۹°شمالی ۵۱٫۴۴۰۷۹۴۴°شرقی |                   |
| 65           | قلات بزی                     | ۴٬۱۵۰             | زاگرس        | دنا          | ۳۱°۰′۲۵٫۲۱″ شمالی ۵۱°۲۲′۳۲٫۱۰″ شرقی / ۳۱٫۰۰۷۰۰۲۸°شمالی ۵۱٫۳۷۵۵۸۳۳°شرقی  |                   |
| 65           | کاهو                         | ۴٬۱۵۰             | البرز        | دو خواهران   | ۳۶°۲′۵۱٫۲۶″ شمالی ۵۱°۵۴′۱۶٫۵۶″ شرقی / ۳۶٫۰۴۷۵۷۲۲°شمالی ۵۱٫۹۰۴۶۰۰۰°شرقی  |                   |
| 65           | خرسان                        | ۴٬۱۵۰             | زاگرس        | زردکوه       | ۳۲°۲۲′۱۲″ شمالی ۵۰°۰۴′۵۸٫۴″ شرقی / ۳۲٫۳۷۰۰۰°شمالی ۵۰٫۰۸۲۸۸۹°شرقی        |                   |
| 66           | سن‌بران                       | ۴٬۱۳۹             | زاگرس        | اشترانکوه    | ۳۳°۲۰′۲۴٫۸۳″ شمالی ۴۹°۱۸′۱۵٫۸۸″ شرقی / ۳۳٫۳۴۰۲۳۰۶°شمالی ۴۹٫۳۰۴۴۱۱۱°شرقی | ۱۹۸۶              |
| 66           | قالی‌کوه بختیاری              | ۴٬۱۳۹             | زاگرس        | قالی‌کوه      | ۳۶°۲۰′۲۴٫۸۳″ شمالی ۵۹°۱۸′۲۰٫۸۸″ شرقی / ۳۶٫۳۴۰۲۳۰۶°شمالی ۵۹٫۳۰۵۸۰۰۰°شرقی | ۱۹۸۶              |
| 67           | جوپار                        | ۴٬۱۳۵             | کوه‌های مرکزی | جوپار        | ۲۹°۵۴′۳۹٫۰″ شمالی ۵۷°۱۲′۰۶٫۱″ شرقی / ۲۹٫۹۱۰۸۳۳°شمالی ۵۷٫۲۰۱۶۹۴°شرقی     | ۱۵۹۷              |
| 67           | سه سنگ                       | ۴٬۱۳۵             | البرز        | دو خواهران   | ۳۶°۰۱′۲۲٫۶″ شمالی ۵۱°۵۶′۴۹٫۵″ شرقی / ۳۶٫۰۲۲۹۴۴°شمالی ۵۱٫۹۴۷۰۸۳°شرقی     |                   |
| 68           | دال کولی                     | ۴٬۱۳۰             | البرز        | خلنو         | ۳۶°۴′۴٫۷۰″ شمالی ۵۱°۳۰′۷٫۰۸″ شرقی / ۳۶٫۰۶۷۹۷۲۲°شمالی ۵۱٫۵۰۱۹۶۶۷°شرقی    |                   |
| 68           | چال وهلی                     | ۴٬۱۳۰             | زاگرس        | دنا          | ۳۱°۲′۰٫۱۴″ شمالی ۵۱°۲۱′۹٫۵۷″ شرقی / ۳۱٫۰۳۳۳۷۲۲°شمالی ۵۱٫۳۵۲۶۵۸۳°شرقی    |                   |
| 69           | پالوان                       | ۴٬۱۲۶             | البرز        | خلنو         | ۳۶°۵′۴٫۰۱″ شمالی ۵۱°۳۴′۳۳٫۷۴″ شرقی / ۳۶٫۰۸۴۴۴۷۲°شمالی ۵۱٫۵۷۶۰۳۸۹°شرقی   |                   |
| 70           | شاه البرز                    | ۴٬۱۲۵             | البرز        | شاه البرز    | ۳۶°۱۸′۵۱٫۳۴″ شمالی ۵۰°۴۵′۱۱٫۴۵″ شرقی / ۳۶٫۳۱۴۲۶۱۱°شمالی ۵۰٫۷۵۳۱۸۰۶°شرقی |                   |
| 71           | بند دال کولی                 | ۴٬۱۱۸             | البرز        | خلنو         | ۳۶°۳′۴۴٫۹۷″ شمالی ۵۱°۳۰′۵۹٫۱۵″ شرقی / ۳۶٫۰۶۲۴۹۱۷°شمالی ۵۱٫۵۱۶۴۳۰۶°شرقی  |                   |
| 72           | برف کرمو                     | ۴٬۱۱۰             | زاگرس        | دنا          | ۳۰°۵۱′۵۰٫۸۵″ شمالی ۵۱°۳۳′۳٫۴۷″ شرقی / ۳۰٫۸۶۴۱۲۵۰°شمالی ۵۱٫۵۵۰۹۶۳۹°شرقی  |                   |
| 72           | برف چال                      | ۴٬۱۱۰             | زاگرس        | دنا          | ۳۰°۴۶′۵۴٫۰۶″ شمالی ۵۱°۳۹′۱۵٫۵۰″ شرقی / ۳۰٫۷۸۱۶۸۳۳°شمالی ۵۱٫۶۵۴۳۰۵۶°شرقی |                   |
| 72           | لوکوره مرکزی                 | ۴٬۱۱۰             | زاگرس        | دنا          | ۳۱°۰′۱۲٫۵۰″ شمالی ۵۱°۲۳′۲۸٫۰۲″ شرقی / ۳۱٫۰۰۳۴۷۲۲°شمالی ۵۱٫۳۹۱۱۱۶۷°شرقی  |                   |
| 72           | یخ کمر                       | ۴٬۱۱۰             | البرز        | دو خواهران   | ۳۶°۲′۴۱٫۱۴″ شمالی ۵۱°۵۴′۵۴٫۵۷″ شرقی / ۳۶٫۰۴۴۷۶۱۱°شمالی ۵۱٫۹۱۵۱۵۸۳°شرقی  |                   |
| 73           | ناز                          | ۴٬۱۰۸             | البرز        | کهار         | ۳۶°۶′۳۰٫۲۸″ شمالی ۵۱°۲′۲۷٫۵۰″ شرقی / ۳۶٫۱۰۸۴۱۱۱°شمالی ۵۱٫۰۴۰۹۷۲۲°شرقی   |                   |
| 74           | نول شمالی                    | ۴٬۱۰۰             | زاگرس        | دنا          | ۳۰°۴۹′۲۱٫۷۶″ شمالی ۵۱°۳۶′۴۸٫۱۱″ شرقی / ۳۰٫۸۲۲۷۱۱۱°شمالی ۵۱٫۶۱۳۳۶۳۹°شرقی |                   |
| 74           | گدار کج اندر کج              | ۴٬۱۰۰             | کوه‌های مرکزی | کوه هزار     | ۲۹°۲۶′۸٫۷″ شمالی ۵۶°۴۶′۴٫۹″ شرقی / ۲۹٫۴۳۵۷۵۰°شمالی ۵۶٫۷۶۸۰۲۸°شرقی       |                   |
| 75           | گلچین                        | ۴٬۰۹۳             | کوه‌های مرکزی | کوه پلوار    | ۳۰°۰۱′۱۷٫۴″ شمالی ۵۷°۳۱′۰۱″ شرقی / ۳۰٫۰۲۱۵۰۰°شمالی ۵۷٫۵۱۶۹۴°شرقی        |                   |
| 76           | مازی گردن                    | ۴٬۰۹۰             | البرز        | تخت سلیمان   | ۳۶°۲۷′۵۰٫۵″ شمالی ۵۰°۵۵′۳۳٫۳″ شرقی / ۳۶٫۴۶۴۰۲۸°شمالی ۵۰٫۹۲۵۹۱۷°شرقی     |                   |
| 77           | چپکرو                        | ۴٬۰۸۹             | البرز        | دو خواهران   | ۳۶°۱′۴۹٫۵۴″ شمالی ۵۱°۵۶′۱۱٫۲۲″ شرقی / ۳۶٫۰۳۰۴۲۷۸°شمالی ۵۱٫۹۳۶۴۵۰۰°شرقی  |                   |
| 78           | درویش کزلی                   | ۴٬۰۸۶             | زاگرس        | زردکوه       | ۳۲°۱۷′۶٫۶۶″ شمالی ۵۰°۸′۲۸٫۷۴″ شرقی / ۳۲٫۲۸۵۱۸۳۳°شمالی ۵۰٫۱۴۱۳۱۶۷°شرقی   |                   |
| 79           | گل گهر                       | ۴٬۰۸۴             | زاگرس        | اشترانکوه    | ۳۳°۲۰′۲۳٫۷۷″ شمالی ۴۹°۱۷′۴۸٫۶۹″ شرقی / ۳۳٫۳۳۹۹۳۶۱°شمالی ۴۹٫۲۹۶۸۵۸۳°شرقی |                   |
| 80           | کهنو                         | ۴٬۰۸۲             | البرز        | خلنو         | ۳۶°۷′۱۵٫۳۳″ شمالی ۵۱°۲۹′۳۸٫۶۶″ شرقی / ۳۶٫۱۲۰۹۲۵۰°شمالی ۵۱٫۴۹۴۰۷۲۲°شرقی  |                   |
| 81           | میرزایی                      | ۴٬۰۸۱             | زاگرس        | اشترانکوه    | ۳۳°۲۰′۹٫۹۳″ شمالی ۴۹°۱۸′۲۱٫۵۴″ شرقی / ۳۳٫۳۳۶۰۹۱۷°شمالی ۴۹٫۳۰۵۹۸۳۳°شرقی  |                   |
| 82           | کوله لایو                    | ۴٬۰۸۰             | زاگرس        | اشترانکوه    | ۳۳°۲۰′۲۲٫۹۹″ شمالی ۴۹°۱۷′۵۵٫۱۳″ شرقی / ۳۳٫۳۳۹۷۱۹۴°شمالی ۴۹٫۲۹۸۶۴۷۲°شرقی |                   |
| 83           | کلوان                        | ۴٬۰۷۵             | البرز        | تخت سلیمان   | ۳۶°۱۹′۵۷٫۱۹″ شمالی ۵۰°۵۴′۴۵٫۸۷″ شرقی / ۳۶٫۳۳۲۵۵۲۸°شمالی ۵۰٫۹۱۲۷۴۱۷°شرقی |                   |
| 83           | کاعون                        | ۴٬۰۷۵             | البرز        | دو خواهران   | ۳۶°۳′۳۹٫۳۵″ شمالی ۵۱°۵۸′۵۸٫۶۷″ شرقی / ۳۶٫۰۶۰۹۳۰۶°شمالی ۵۱٫۹۸۲۹۶۳۹°شرقی  |                   |
| 83           | فیالسون                      | ۴٬۰۷۵             | زاگرس        | اشترانکوه    | ۳۳°۲۰′۸٫۸۲″ شمالی ۴۹°۱۸′۲۳٫۸۰″ شرقی / ۳۳٫۳۳۵۷۸۳۳°شمالی ۴۹٫۳۰۶۶۱۱۱°شرقی  |                   |
| 84           | کوله                         | ۴٬۰۷۴             | البرز        | دو خواهران   | ۳۶°۴′۴۱٫۴۱″ شمالی ۵۱°۵۶′۳۶٫۳۶″ شرقی / ۳۶٫۰۷۸۱۶۹۴°شمالی ۵۱٫۹۴۳۴۳۳۳°شرقی  |                   |
| 85           | دوبرار                       | ۴٬۰۷۲             | البرز        | دوبرار       | ۳۵°۴۵′۴۷٫۴۶″ شمالی ۵۲°۱۶′۱۱٫۱۶″ شرقی / ۳۵٫۷۶۳۱۸۳۳°شمالی ۵۲٫۲۶۹۷۶۶۷°شرقی |                   |
| 86           | هفت تنان                     | ۴٬۰۷۰             | زاگرس        | زردکوه       | ۳۲°۳۰′۱۳٫۰۰″ شمالی ۴۹°۵۷′۲۶٫۰۰″ شرقی / ۳۲٫۵۰۳۶۱۱۱°شمالی ۴۹٫۹۵۷۲۲۲۲°شرقی |                   |
| 87           | میش‌چال                       | ۴٬۰۶۷             | البرز        | تخت سلیمان   | ۳۶°۲۴′۵٫۷۵″ شمالی ۵۰°۵۷′۴۳٫۶۹″ شرقی / ۳۶٫۴۰۱۵۹۷۲°شمالی ۵۰٫۹۶۲۱۳۶۱°شرقی  |                   |
| 87           | میش چال                      | ۴٬۰۶۷             | البرز        | تخت سلیمان   | ۳۶°۱۹′۴۴٫۷۴″ شمالی ۵۰°۵۶′۲۳٫۵۱″ شرقی / ۳۶٫۳۲۹۰۹۴۴°شمالی ۵۰٫۹۳۹۸۶۳۹°شرقی |                   |
| 88           | گل گل                        | ۴٬۰۶۰             | زاگرس        | اشترانکوه    | ۳۳°۲۰′۳۸٫۷۲″ شمالی ۴۹°۱۷′۱۹٫۵۷″ شرقی / ۳۳٫۳۴۴۰۸۸۹°شمالی ۴۹٫۲۸۸۷۶۹۴°شرقی |                   |
| 89           | قره‌داغ                       | ۴٬۰۵۷             | البرز        | دوبرار       |                                                                         |                   |
| 90           | شیرکوه (یزد)                 | ۴٬۰۵۵             | کوه‌های مرکزی | شیرکوه       | ۳۱°۳۶′۲۱″ شمالی ۵۴°۰۴′۰۶″ شرقی / ۳۱٫۶۰۵۸۳°شمالی ۵۴٫۰۶۸۳۳°شرقی           | ۲۲۷۱              |
| 91           | کوهِ بُل                       | ۴٬۰۵۰             | فارس         | زاگرس جنوبی  | ۳۶°۱۸′۲۹٫۱۸″ شمالی ۵۰°۵۹′۵۶٫۸۶″ شرقی / ۳۶٫۳۰۸۱۰۵۶°شمالی ۵۰٫۹۹۹۱۲۷۸°شرقی |                   |
| 91           | میشینه نو                    | ۴٬۰۵۰             | البرز        | کهار         | ۳۶°۶′۲۷٫۴۰″ شمالی ۵۱°۳′۲٫۵۷″ شرقی / ۳۶٫۱۰۷۶۱۱۱°شمالی ۵۱٫۰۵۰۷۱۳۹°شرقی    |                   |
| 91           | برد آتش                      | ۴٬۰۵۰             | زاگرس        | دنا          | ۳۰°۵۳′۵۷٫۴۰″ شمالی ۵۱°۳۰′۵۹٫۴۶″ شرقی / ۳۰٫۸۹۹۲۷۷۸°شمالی ۵۱٫۵۱۶۵۱۶۷°شرقی |                   |
| 91           | نِوِل شمالی                    | ۴٬۰۵۰             | زاگرس        | دنا          | ۳۰°۴۸′۵۴٫۳۰″ شمالی ۵۱°۳۶′۳۰٫۳۴″ شرقی / ۳۰٫۸۱۵۰۸۳۳°شمالی ۵۱٫۶۰۸۴۲۷۸°شرقی |                   |
| 91           | چری                          | ۴٬۰۵۰             | زاگرس        | زردکوه       | ۳۲°۱۷′۳۳″ شمالی ۵۰°۰۵′۴۰٫۳″ شرقی / ۳۲٫۲۹۲۵۰°شمالی ۵۰٫۰۹۴۵۲۸°شرقی        |                   |
| 92           | سرمشک                        | ۴٬۰۴۸             | کوه‌های مرکزی | کوه شاه      | ۲۹°۲۲′۳۲″ شمالی ۵۷°۱۱′۲۱″ شرقی / ۲۹٫۳۷۵۵۶°شمالی ۵۷٫۱۸۹۱۷°شرقی           |                   |
| 93           | نظر کوه                      | ۴٬۰۴۷             | البرز        | تخت سلیمان   | ۳۶°۱۹′۴۲٫۷۵″ شمالی ۵۰°۵۵′۲۰٫۰۱″ شرقی / ۳۶٫۳۲۸۵۴۱۷°شمالی ۵۰٫۹۲۲۲۲۵۰°شرقی |                   |
| 94           | انگمار                       | ۴٬۰۴۴             | البرز        | دوبرار       | ۳۵°۴۶′۴٫۶۷″ شمالی ۵۲°۱۲′۴۶٫۰۱″ شرقی / ۳۵٫۷۶۷۹۶۳۹°شمالی ۵۲٫۲۱۲۷۸۰۶°شرقی  |                   |
| 95           | چات سبز                      | ۴٬۰۴۰             | زاگرس        | دنا          | ۳۱°۳′۵۷٫۹۴″ شمالی ۵۱°۱۹′۳۳٫۱۹″ شرقی / ۳۱٫۰۶۶۰۹۴۴°شمالی ۵۱٫۳۲۵۸۸۶۱°شرقی  |                   |
| 95           | خشکه در                      | ۴٬۰۴۰             | البرز        | تخت سلیمان   | ۳۶°۲۳′۱۱٫۴″ شمالی ۵۱°۰۳′۵۷٫۹″ شرقی / ۳۶٫۳۸۶۵۰۰°شمالی ۵۱٫۰۶۶۰۸۳°شرقی     |                   |
| 96           | دره خونی                     | ۴٬۰۳۹             | البرز        | دو خواهران   | ۳۶°۲′۵۲٫۶۳″ شمالی ۵۱°۵۲′۳۹٫۲۳″ شرقی / ۳۶٫۰۴۷۹۵۲۸°شمالی ۵۱٫۸۷۷۵۶۳۹°شرقی  |                   |
| 96           | شاهان‌کوه                     | ۴٬۰۳۸             | زاگرس        | شاهان‌کوه     | ۳۲°۴۸′۱۲٫۸″ شمالی ۴۹°۵۸′۵۴٫۴″ شرقی / ۳۲٫۸۰۳۵۵۶°شمالی ۴۹٫۹۸۱۷۷۸°شرقی     |                   |
| 97           | ورزاب                        | ۴٬۰۳۶             | البرز        | خلنو         | ۳۶°۲′۵۰٫۶۴″ شمالی ۵۱°۳۴′۵۵٫۶۸″ شرقی / ۳۶٫۰۴۷۴۰۰۰°شمالی ۵۱٫۵۸۲۱۳۳۳°شرقی  |                   |
| 98           | شاه شهیدان                   | ۴٬۰۳۰             | زاگرس        | زردکوه       | ۳۲°۲۲′۴۱″ شمالی ۵۰°۴′۰۹″ شرقی / ۳۲٫۳۷۸۰۶°شمالی ۵۰٫۰۶۹۱۷°شرقی            |                   |
| 98           | وروشت                        | ۴٬۰۳۰             | البرز        | البرز مرکزی  | ۳۶°۱۷′۱۲٫۸۵″ شمالی ۵۱°۲۱′۱۵٫۶۲″ شرقی / ۳۶٫۲۸۶۹۰۲۸°شمالی ۵۱٫۳۵۴۳۳۸۹°شرقی | ۸۶۰               |
| 99           | میشینه مرگ                   | ۴٬۰۲۰             | البرز        | البرز شرقی   |                                                                         |                   |
| 99           | کل پازنی                     | ۴٬۰۲۰             | زاگرس        | دنا          | ۳۱°۳′۵۷٫۹۴″ شمالی ۵۱°۱۹′۳۳٫۱۹″ شرقی / ۳۱٫۰۶۶۰۹۴۴°شمالی ۵۱٫۳۲۵۸۸۶۱°شرقی  |                   |
| 100          | کهار                         | ۴٬۰۱۵             | البرز        | کهار         | ۳۶°۷′۲٫۰۰″ شمالی ۵۱°۵′۶٫۰۰″ شرقی / ۳۶٫۱۱۷۲۲۲۲°شمالی ۵۱٫۰۸۵۰۰۰۰°شرقی     |                   |
| 101          | تپو                          | ۴٬۰۱۰             | زاگرس        | دنا          | ۳۰°۴۸′۸٫۸۴″ شمالی ۵۱°۳۷′۵۰٫۵۷″ شرقی / ۳۰٫۸۰۲۴۵۵۶°شمالی ۵۱٫۶۳۰۷۱۳۹°شرقی  |                   |
| 102          | کرما                         | ۴٬۰۰۹             | البرز        | تخت سلیمان   | ۳۶°۲۷′۲۴٫۳۹″ شمالی ۵۱°۰′۱۶٫۴۹″ شرقی / ۳۶٫۴۵۶۷۷۵۰°شمالی ۵۱٫۰۰۴۵۸۰۶°شرقی  |                   |
| 103          | هفت سران                     | ۴٬۰۰۷             | البرز        | دو خواهران   | ۳۶°۳′۳۴٫۲۳″ شمالی ۵۱°۵۵′۴۵٫۵۵″ شرقی / ۳۶٫۰۵۹۵۰۸۳°شمالی ۵۱٫۹۲۹۳۱۹۴°شرقی  |                   |
| 104          | سات                          | ۴٬۰۰۳             | البرز        | شاه البرز    | ۳۶°۱۷′۴۴٫۱۱″ شمالی ۵۰°۴۹′۱۲٫۴۶″ شرقی / ۳۶٫۲۹۵۵۸۶۱°شمالی ۵۰٫۸۲۰۱۲۷۸°شرقی |                   |
| 105          | پسنده کوه                    | ۴٬۰۰۰             | البرز        | تخت سلیمان   | ۳۶°۲۴′۶٫۷۴″ شمالی ۵۱°۱′۰٫۵۲″ شرقی / ۳۶٫۴۰۱۸۷۲۲°شمالی ۵۱٫۰۱۶۸۱۱۱°شرقی    |                   |
| 105          | ماشل نو                      | ۴٬۰۰۰             | البرز        | تخت سلیمان   | ۳۶°۲۳′۵۶٫۳۰″ شمالی ۵۱°۰′۴۱٫۵۲″ شرقی / ۳۶٫۳۹۸۹۷۲۲°شمالی ۵۱٫۰۱۱۵۳۳۳°شرقی  |                   |
| 105          | دارابشاه                     | ۴٬۰۰۰             | زاگرس        | کودالان      | ۳۶°۲۱′۲۹٫۵۲″ شمالی ۵۰°۵۸′۵۵٫۰۷″ شرقی / ۳۶٫۳۵۸۲۰۰۰°شمالی ۵۰٫۹۸۱۹۶۳۹°شرقی |                   |